# Pintor de Pasiades

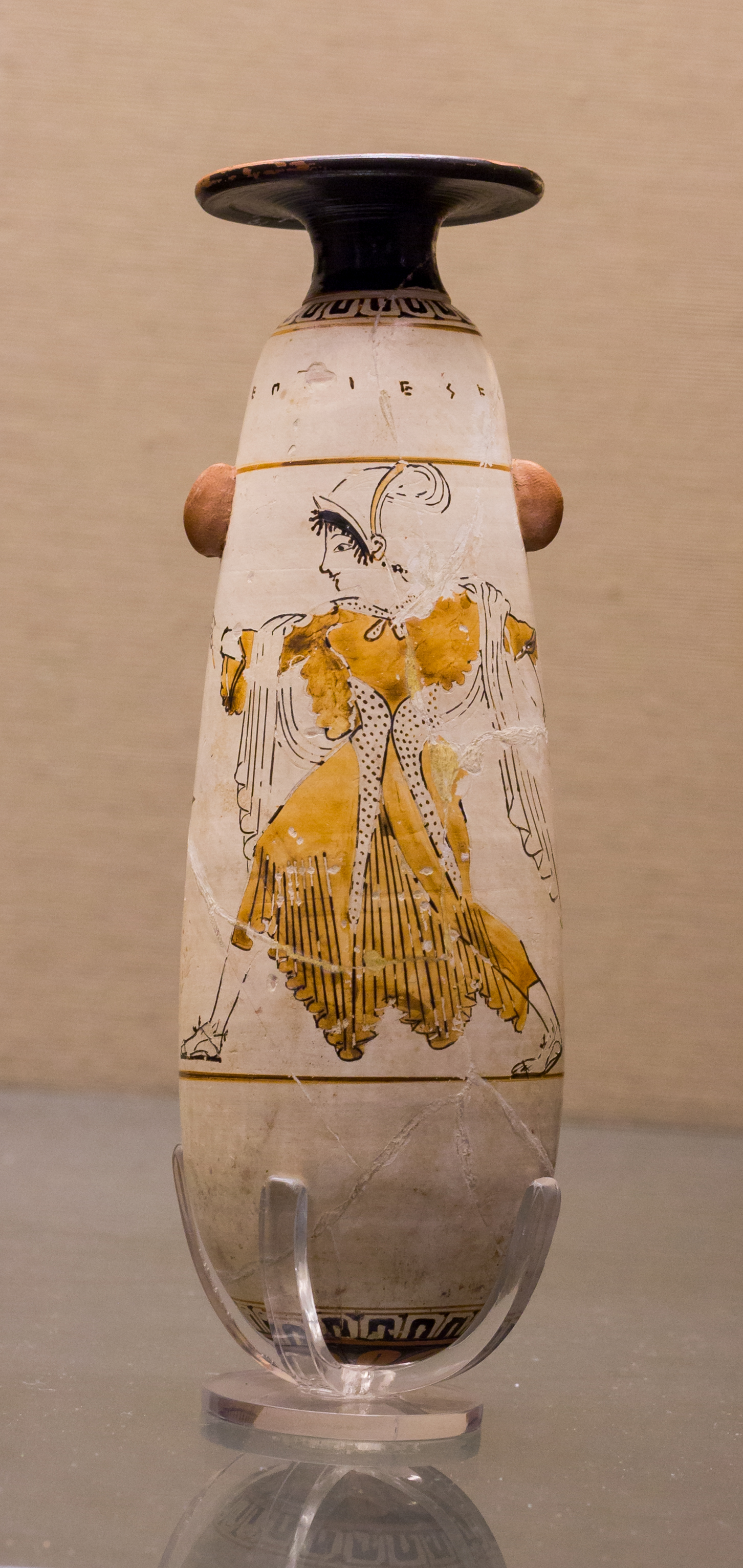
Una de dos mujeres que corren (¿ménades?) junto a una garza, c. 510 a. C., Museo Británico B 668.

El Pintor de Pasiades, también llamado Pintor de los alabastrones de Pasiades, fue un pintor de vasos griegos activo en Atenas hacia finales del siglo VI a. C.
Decoró dos alabastrones firmados por el alfarero y pintor de vasos Pasiades, y también se le atribuyen otros cuatro alabastrones. Según John Beazley, todas las piezas pertenecen al Grupo de los alabastrones de Pédico. Reinhard Lullies duda al menos de la atribución de uno de los alabastrones. Su nombre no ha sobrevivido, por lo que Hans Eberhard Angermeier, basándose en los trabajos preliminares de Beazley, entre otros, ha reconocido y definido su firma artística dentro del Grupo de los alabastrones de Pédico y lo ha distinguido con un nombre convenido referido a las firmas de Pasiades. En sus obras de fondo blanco, el pintor Pasiades recuerda mucho al Pintor de Evérgides, que decoró vasos con figuras rojas, por lo que se le adscribe al Círculo de pintores de Evérgides, pero se le debe calificar en términos de calidad.
Obras atribuidas
- atribuciones seguras

1. Londres, Museo Británico B 668, de Marion (firmado por Pasiades)
2. Atenas, Museo Arqueológico Nacional 15002, de Delfos (firmado por Pasiades).

- otras atribuciones:

1. Londres, Museo Británico B 669 (rechazado por Lullies).
2. Nueva York, Museo Metropolitano de Arte 41.162.81.
3. Boston, Museo de Bellas Artes 00.358.
4. Tubinga, Colección de Antigüedades Clásicas de la Universidad E48.